# Лиутгарда Тонгеренская
Святая Лиутгарда Тонгеренская, также святая Лиутгарда Авирсская (нидерл. Sint-Ludgardis, 1182[…], Тонгерен, Лимбург — 16 июня 1246[…], Abbaye d'Aywiers, Валлония или Awirs, Валлония) — средневековая святая из Низинных земель. Родилась она в льежском городке Тонгерен (нынешняя Бельгия), и ушла в монахини в возрасте двенадцати лет. Описание последовавшего полувека её жизни изобилует упоминаниями всевозможных чудес, в которых она фигурирует. Отмечают день святой Лиутгарды 16 июня. Из нескольких сохранившихся житий святой Лиутгарды самым известным считают написанное спустя три года после её смерти доминиканским монахом Томасом ван Кантимпре.

## Биография
Лиутгарда родилась в Тонгерене в 1182 году, и в 1194 году ушла в Бенедиктинский монастырь св. Екатерины рядом с Синт-Трёйденом. Настоящей причиной ухода в монастырь стала не тяга к божественному, а то, что её приданое было растрачено на неудачную сделку, что существенно снижало её шансы найти пару, а жизнь в монастыре по меркам того времени имела целый ряд преимуществ перед позором холостой жизни. Несколько лет она беззаботно прожила в стенах монастыря, без особого интереса к религии, не имея ни обязательств, ни ограничений, и регулярно принимая гостей обоих полов. Как раз в гостиной, по её собственным словам, ей впервые явился Иисус Христос, после чего в возрасте 20 лет она стала монахиней.
Несмотря на предсказания сестёр по ордену, что поворот в её жизни долго не продлится, поведение Лиутгарды становилось всё более набожным и преданным. Ей несколько раз ещё являлись Иисус, Богородица и Иоанн Евангелист. Роберто Беллармин писал, что к ней также вскоре после своей смерти явился Папа Иннокентий III, и благодарил её за все молитвы и пожертвования, совершённые ею за время его папства. Также сообщалось о многочисленных случаях религиозного экстаза, левитации, прорицаний, лечения возложением рук, и крови, стекающей с её лба и волос во время транса. Некоторые явления святых и ангелов несли чёткие установки: например, строго поститься семь лет из-за Альбигойского крестового похода.
Лиутгарда отказалась от места аббатисы, но в 1205 году была избрана приоресой. В 1208 году в деревне Авирс она присоединилась к более строгому ордену Цистерцианцев по совету подруги, тоже будущей святой, Христины Чудесной. Из-за того, что монахини-цистерианки совершали все службы и таинства на французском, а родным языком Лиутгарды был фламандский, её жизнь, работа и молитвы среди них вызывали в ней острое чувство одиночества, и некоторое время она жила в монастыре Нивеля, хотя потом всё равно вернулась в Авирс. Тем не менее, именно к тому периоду относятся образы, внесённые ею в христоцентрический мистицизм и твёрдо там закрепившиеся: например, Христос, предлагающий ей испить крови из его ран и забирающий у неё сердце взамен своего. Образ сердца Христа и поклонение ему до св. Лиутгарды в христианстве не встречается. Согласно Томасу Мёртону, Лиутгарда «…привнесла в мистическую жизнь образ пронзённого сердца Спасителя, и принятия Его воплощённого слова через обмен сердцами». Полная история такова: в одном из явлений Христос предложил ей выбрать любой дар, и Лиутгарда выбрала знание Латыни, чтобы лучше понимать святое писание; её разум сразу заполнился псалмами, антифонами и литаниями; через несколько дней она вернулась к Иисусу и с обезоруживающей прямотой попросила вернуть дар, не заполнивший пустоту в её сердце, и попросить другой — которым и стал обмен сердцами. Образ святого сердца Иисуса окончательно вошёл в христианскую традицию в XVII веке после работ святой Маргариты Марии Алакок.
Лиутгарда помогала многим начинающим доминиканским и францисканским монахам, поддерживая их молитвами и постами, давая им кров и слушая их рассказы о миссиях и духовных победах. Первый биограф Лиутгарды утверждает, что монахи называли её «mater praedicatorum» (лат. матерью проповедников). Последние 11 лет своей жизни она была слепа, и умерла своей смертью в Авирсе. Согласно традиции, Христос явился ей в последний раз, чтобы оповестить о грядущей смерти. Лиутгарда умерла в возрасте 64 лет, наутро после праздника Святой Троицы. При смерти Лиутгарды присутствовала бегинская святая Мария Уанийская, пророчествовавшая о посмертной славе Лиутгарды. Надпись на её надгробном камне сделала ещё одна цистерцианская святая Сибилла Гажская, посвятившая её целую поэму.

## Почитание
Святая Лиутгарда считается самым значимым мистиком XIII века. Перевод её жития авторства Томасом ван Кантимпре на средненидерландский язык стало самым заметным памятником нидерландскоязычной литературы того времени. Лиутгарду почитали сначала местно в Авирсе, где её мощи были извлечены и превращены в реликвии в XVI веке. 4 декабря 1796 года в результате Великой французской революции её монастырь был разрушен, а мощи перевезены в Итр, где они остаются и по сей день. Святая Лиутгарда считается покровительницей слепых и инвалидов.
В искусстве образ святой Лиутгарды был увековечен Матиашем Брауном в виде статуи «Сон святой Лиутгарды» (1710) на Карловом мосту в Праге и Франсиско Гойей в виде картины «Santa Lutgarda» (1787).
В часовне аббатства Мариенлоф в деревне Кернил хранится стул святой Лиутгарды, считающийся самым старым сохранившимся образцом мебели в Бельгии.